# 巴富士俊英
巴富士 俊英（ともえふじ としひで、1971年1月27日 - ）は、秋田県鹿角郡十和田町（現在の鹿角市）出身で九重部屋に所属した元大相撲力士。本名は黒澤 俊英（くろさわ としひで）。現役時代の体格は191cm、151kg。最高位は西張出小結（1992年7月場所）。得意手は左四つ、下手投げ。血液型はAB型。

## 来歴
農家の次男として生まれ、中学生時代は柔道と相撲の両方で活躍した。中学相撲で全国大会決勝まで進み、後の三代目若乃花と対戦。禁じ手の鯖折りを仕掛けたため反則負けとなったものの準優勝という輝かしい実績を残し1986年、元横綱・北の富士が率いる九重部屋に千代の富士の内弟子として入門。同年5月場所に於いて15歳で初土俵を踏んだ。
部屋には“昭和の大横綱”と呼ばれた千代の富士と同じく横綱の北勝海という先輩がおり、この両横綱の胸を借りて力を付けた。

### 幕下時代、弓取り
自身が幕下に在位していた1989年9月場所から1990年5月場所にかけて、兄弟子・千代の富士の勧めで、度胸付けのために弓取りを務めたことがあった。かつて大相撲では「弓取り力士は大成しない」というジンクスがあったが、巴富士はその後関取になり小結まで昇進している。
1990年7月場所、19歳で新十両に昇進。弓取りは同年5月場所千秋楽が最後となった。

### 入幕以後
1990年11月場所は東十両4枚目で8勝7敗（勝ち越し1点）の成績で通常では入幕は考えられない成績だったが、翌1991年1月場所では幕内の定員が40人に増員したことより19歳で新入幕を果たした。この場所で10勝を挙げていきなり敢闘賞を受賞するなど、順調な成長を見せた（三賞獲得はこの一度のみ）。同年9月場所初日にて、当時関脇であった貴花田（のち貴乃花）と対戦した際には14本もの懸賞が設定された。この取組で負傷し、幕尻まで番付を下げるが、1992年から1993年の前半にかけては、幕内上位まで番付を上げた。この間、1992年1月場所9日目の琴の若戦、同年5月場所13日目の三杉里戦と2度、相撲競技監察委員会から「無気力相撲」として厳重注意を受けている。監察委員会発足以降、大相撲八百長問題の八百長認定を除けば、正式な無気力相撲認定を2回受けた唯一の力士である。

### 三役昇進
1992年4月から前年に引退した千代の富士が九重親方となり、師匠が北の富士から千代の富士に交代、同年7月場所では新小結に昇進して千代の富士が師匠に就任してから最初の三役力士となるが、その場所の初日にて大関・小錦に敗れた後、場所前から傷めていた腰痛が悪化したため、わずか1日出場しただけでその後は休場した。結果的に、自身にとって同場所が最初で最後の三役昇進となった。

### 1993年以降
これ以降は、腰痛に悩んだ上に右膝も痛めるなど怪我が重なり、1993年からは番付を徐々に下げていった。同年9月場所を最後に幕内から遠ざかり、1995年5月場所を最後に十両からも陥落して、力士生活の晩年はずっと幕下以下の地位に甘んじた。特に力士の職業病とも言える糖尿病が悪化、結局は関取の地位まで復帰することはできなかった。さらに1998年1月場所中に右肩を痛めたのも響き、東三段目85枚目まで番付を落として全休した1998年9月場所をもって、27歳で引退した。なお、三役経験者の三段目への陥落は1990年3月場所での栃赤城以来、昭和以降4人目である。

### 引退後
引退に際して、年寄株を取得できなかったため、日本相撲協会に残れなかった。引退後は地元・秋田県に戻り、起業。大館市に本社を置き、農機具販売を主な業務とする、「株式会社 フジトレーディング」の社長を務めている。なお、社名の「フジトレーディング」は、自身の四股名ならびに兄弟子で引退時の師匠でもあった千代の富士の「富士」に因んでいる。

## 人物
色白で朴訥な風貌、192cm・153kgの大柄な体格で非常に優れた素質を持ち、実力の開花を周囲から大きく期待されていた。投げ技が得意で、特に下手投げについては藤島親方（のち二子山親方・元大関・貴ノ花）は、「元横綱・輪島の下手投げに似ている」と評した。土俵際での掬い投げも得意とし、1993年3月場所では新大関の貴ノ花相手に、土俵際からの掬い投げで逆転勝ちも収めている。
しかし、師匠らは「投げに頼らず、大きな体を生かして前に出る相撲を取るように」「あの投げが決まってしまうからいけない」と度々注意を促していた。大相撲には「下手投げは守りの型であるため、下手投げ力士は大成しない」という定説があるが、その通りで下半身の負傷が多いのが難点であった。最初の師匠であった北の富士の著書によると「私の知らないところで贅沢をしていた」などとも語られるような豪遊により、糖尿病を発症させたことも短命に終わった理由として挙がっている。
千代の富士、北勝海の2横綱を兄弟子に持ち、鍛え上げられ、この2人が引退後には弟弟子の大関・千代大海を鍛え上げていて、自身の引退直後に大関に昇進した際に「それが九重部屋の伝統」と述べている。また、巴富士の幕下陥落と入れ替わりで千代大海が新十両に昇進していて、九重部屋の関取不在にならなかったため、千代の富士と北勝海の2横綱が引退から千代大海の台頭までの九重部屋を引っ張っていった功績は大きい。
大相撲では、土俵に上がった時と対戦を終えて土俵から降りる時にそれぞれ対戦相手に対して礼をするが、巴富士は幕内から陥落して以降の十両時代に1度だけ礼のやり直しをさせられたことがある。

## 主な戦績
- 通算成績：354勝307敗97休 勝率.536
- 幕内成績：112勝117敗26休 勝率.489
- 現役在位：74場所
- 幕内在位：17場所
- 三役在位：1場所（小結1場所）
- 三賞：1回
  - 敢闘賞：1回（1991年1月場所）
- 各段優勝
  - 序二段優勝：1回（1988年7月場所）

### 場所別成績
| | 一月場所 初場所（東京）   | 三月場所 春場所（大阪）   | 五月場所 夏場所（東京） | 七月場所 名古屋場所（愛知） | 九月場所 秋場所（東京） | 十一月場所 九州場所（福岡） |
| --- | ------------------------- | ------------------------- | ----------------------- | --------------------------- | ----------------------- | --------------------------- |
| 1986年 （昭和61年） | x                         | x                         | （前相撲）              | 東序ノ口57枚目 6–1          | 西序二段121枚目 6–1     | 西序二段47枚目 2–5          |
| 1987年 （昭和62年） | 西序二段72枚目 5–2        | 西序二段31枚目 2–2–3      | 東序二段66枚目 2–5      | 西序二段93枚目 6–1          | 西序二段25枚目 5–2      | 西三段目91枚目 1–6          |
| 1988年 （昭和63年） | 西序二段23枚目 休場 0–0–7 | 東序二段94枚目 休場 0–0–7 | 西序ノ口7枚目 6–1       | 西序二段87枚目 優勝 7–0     | 東三段目80枚目 4–3      | 東三段目57枚目 5–2          |
| 1989年 （平成元年） | 東三段目27枚目 3–4        | 東三段目41枚目 5–2        | 西三段目11枚目 6–1      | 東幕下39枚目 6–1            | 東幕下18枚目 5–2        | 西幕下8枚目 2–5             |
| 1990年 （平成2年） | 西幕下21枚目 5–2          | 東幕下10枚目 5–2          | 東幕下5枚目 6–1         | 西十両12枚目 8–7            | 東十両9枚目 9–6         | 東十両4枚目 8–7             |
| 1991年 （平成3年） | 西前頭15枚目 10–5 敢      | 西前頭6枚目 5–10          | 西前頭13枚目 8–7        | 西前頭9枚目 9–6             | 東前頭4枚目 0–2–13      | 東前頭16枚目 9–6            |
| 1992年 （平成4年） | 東前頭12枚目 8–7          | 西前頭6枚目 9–6           | 西前頭筆頭 8–7          | 西張出小結 0–2–13           | 東前頭13枚目 9–6        | 西前頭6枚目 10–5            |
| 1993年 （平成5年） | 東前頭2枚目 6–9           | 西前頭4枚目 9–6           | 西前頭筆頭 3–12         | 東前頭8枚目 5–10            | 西前頭13枚目 4–11       | 西十両5枚目 6–9             |
| 1994年 （平成6年） | 東十両8枚目 7–8           | 西十両9枚目 8–7           | 西十両7枚目 9–6         | 西十両3枚目 10–5            | 東十両筆頭 0–3–12       | 西十両12枚目 休場 0–0–15    |
| 1995年 （平成7年） | 西十両12枚目 11–4         | 東十両5枚目 6–9           | 西十両8枚目 4–11        | 西幕下筆頭 1–6              | 西幕下20枚目 休場 0–0–7 | 西幕下59枚目 4–3            |
| 1996年 （平成8年） | 東幕下48枚目 5–2          | 西幕下28枚目 4–3          | 西幕下20枚目 5–2        | 西幕下10枚目 5–2            | 西幕下4枚目 2–5         | 東幕下13枚目 5–2            |
| 1997年 （平成9年） | 東幕下5枚目 3–4           | 西幕下12枚目 3–4          | 西幕下19枚目 4–3        | 西幕下12枚目 3–4            | 西幕下19枚目 5–2        | 西幕下11枚目 4–3            |
| 1998年 （平成10年） | 西幕下6枚目 2–5           | 東幕下21枚目 1–6          | 東幕下46枚目 0–1–6      | 西三段目25枚目 休場 0–0–7   | 東三段目85枚目 引退 –   | x                           |
| 各欄の数字は、「勝ち-負け-休場」を示す。 優勝 引退 休場 十両 幕下 三賞：敢=敢闘賞、殊=殊勲賞、技=技能賞 その他：★=金星 番付階級：幕内 - 十両 - 幕下 - 三段目 - 序二段 - 序ノ口 幕内序列：横綱 - 大関 - 関脇 - 小結 - 前頭（「#数字」は各位内の序列） |                           |                           |                         |                             |                         |                             |

### 幕内対戦成績
| 力士名   | 勝数 | 負数 | 力士名   | 勝数 | 負数 | 力士名   | 勝数 | 負数 | 力士名   | 勝数 | 負数 |
| -------- | ---- | ---- | -------- | ---- | ---- | -------- | ---- | ---- | -------- | ---- | ---- |
| 安芸乃島 | 1    | 0    | 曙       | 0    | 4    | 板井     | 3    | 1    | 恵那櫻   | 1    | 2    |
| 巨砲     | 2    | 1    | 大若松   | 1    | 0    | 小城ノ花 | 0    | 3    | 春日富士 | 4    | 3    |
| 北勝鬨   | 5    | 2    | 旭道山   | 5    | 2    | 鬼雷砲   | 1    | 3    | 霧島     | 1    | 2(1) |
| 起利錦   | 1    | 2    | 久島海   | 8    | 1    | 剣晃     | 1    | 1    | 琴稲妻   | 2    | 5    |
| 琴ヶ梅   | 2    | 2    | 琴椿     | 3    | 4    | 琴錦     | 0    | 4    | 琴ノ若   | 4    | 2    |
| 琴富士   | 5    | 2    | 琴別府   | 1    | 0    | 小錦     | 2    | 3    | 逆鉾     | 1    | 2    |
| 陣岳     | 1    | 1    | 大輝煌   | 0    | 1    | 太寿山   | 1    | 0    | 大翔鳳   | 2    | 4    |
| 大翔山   | 1    | 1    | 大善     | 1    | 5    | 貴闘力   | 1    | 1    | 貴ノ浪   | 3    | 2    |
| 貴乃花   | 3    | 5    | 隆三杉   | 2    | 3    | 多賀竜   | 1    | 0    | 立洸     | 2    | 0    |
| 玉海力   | 1    | 0    | 常の山   | 3    | 0    | 寺尾     | 3    | 3    | 時津洋   | 4    | 0    |
| 栃司     | 1    | 0    | 栃乃和歌 | 2    | 2    | 豊ノ海   | 2    | 4    | 花ノ国   | 0    | 3    |
| 舞の海   | 2    | 2    | 三杉里   | 2    | 6(1) | 水戸泉   | 2    | 4    | 湊富士   | 0    | 1    |
| 武蔵丸   | 2    | 4    | 両国     | 1    | 1    | 若翔洋   | 2    | 2    | 若瀬川   | 2    | 3    |
| 若乃花   | 4    | 6    |          |      |      |          |      |      |          |      |      |

## 改名歴
- 黒澤 俊英（くろさわ としひで、1986年7月場所-1988年5月場所）
- 巴富士 俊英（ともえふじ -、1988年7月場所-1993年3月場所）
- 巴富士 祀秀（ともえふじ -、1993年5月場所-1993年9月場所）
- 巴富士 俊英（ともえふじ -、1993年11月場所-1997年5月場所）
- 巴冨士 俊英（ともえふじ -、1997年7月場所-1997年9月場所）
- 巴冨士 勝敏（ともえふじ かつとし、1997年11月場所-1998年9月場所）